# Discografia dei BTS
La discografia dei BTS, gruppo musicale sudcoreano, è formata da 9 album in studio, 1 album dal vivo, 6 raccolte, 6 EP, 33 singoli e una colonna sonora. Sono gli artisti più venduti in patria, con oltre 44,9 milioni di dischi fisici dall'esordio al maggio 2023. Con oltre 4 milioni di copie, l'album del 2020 Map of the Soul: 7 è il disco più venduto di sempre nella storia della Circle Chart e della musica sudcoreana.
Hanno debuttato il 13 giugno 2013 con il single album 2 Cool 4 Skool, compiendo un'ascesa musicale che nel corso degli anni li ha portati a segnare nuovi record per la musica coreana sia in patria che all'estero. Nel novembre 2015 sono entrati per la prima volta nella Billboard 200 con il quarto EP The Most Beautiful Moment in Life, Pt. 2, che si è piazzato alla posizione 171, mentre il secondo album in studio Wings (2016) ha esordito alla ventiseiesima posizione, segnando il miglior piazzamento fino a quel momento per un album coreano. Face Yourself (2018) ha debuttato alla posizione 43 della Billboard 200, diventando il terzo disco in giapponese con il piazzamento più alto nella storia della classifica, mentre Love Yourself: Tear (2018) ha esordito in prima posizione, divenendo il primo disco K-pop a raggiungere la vetta della classifica e il meglio classificato di un artista asiatico.
Con Love Yourself: Tear, Love Yourself: Answer e Map of the Soul: Persona hanno ottenuto tre prime posizioni in meno di un anno sulla Billboard 200, diventando il primo gruppo a conseguire tale risultato dopo i Beatles nel biennio 1995-1996. Map of the Soul: 7 ha segnato il loro quarto ingresso consecutivo in vetta alla classifica.

## Album in studio
| Anno                                                                                          | Titolo                                                        | Posizione massima settimanale | Posizione massima settimanale | Posizione massima settimanale | Posizione massima settimanale | Posizione massima settimanale | Posizione massima settimanale | Posizione massima settimanale | Posizione massima settimanale | Posizione massima settimanale | Posizione massima settimanale | Vendite                                                                                | Certificazioni selezionate                                                                           |
| Anno                                                                                          | Titolo                                                        | KOR                           | AUS                           | BEL (FL)                      | CAN                           | ITA                           | JPN                           | NLD                           | NZ                            | UK                            | US                            | Vendite                                                                                | Certificazioni selezionate                                                                           |
| --------------------------------------------------------------------------------------------- | ------------------------------------------------------------- | ----------------------------- | ----------------------------- | ----------------------------- | ----------------------------- | ----------------------------- | ----------------------------- | ----------------------------- | ----------------------------- | ----------------------------- | ----------------------------- | -------------------------------------------------------------------------------------- | --- |
| 2014                                                                                          | Dark & Wild - Pubblicato: 20 agosto 2014                      | 2                             | —                             | 170                           | —                             | —                             | 30                            | —                             | —                             | —                             | —                             | - KOR: 664 091                                                                         | |
| 2014                                                                                          | Wake Up - Pubblicato: 24 dicembre 2014                        | —                             | —                             | —                             | —                             | —                             | 3                             | —                             | —                             | —                             | —                             | - JPN: 28 000                                                                          | |
| 2016                                                                                          | Youth - Pubblicato: 7 settembre 2016                          | —                             | —                             | —                             | —                             | —                             | 1                             | —                             | —                             | —                             | —                             | - JPN: 81 763                                                                          | - RIAJ: Oro                                                                                          |
| 2016                                                                                          | Wings - Pubblicato: 10 ottobre 2016                           | 1                             | —                             | 72                            | 19                            | —                             | 7                             | 68                            | 24                            | 62                            | 26                            | - KOR: 1 528 355 - JPN: 18 939 - US: 13 000                                            | - BPI: Argento                                                                                       |
| 2018                                                                                          | Face Yourself - Pubblicato: 4 aprile 2018                     | —                             | 71                            | 94                            | 40                            | —                             | 1                             | 116                           | —                             | 78                            | 43                            | - JPN: 343 195 - US: 4 000                                                             | - RIAJ: 2× Platino - BPI: Oro                                                                        |
| 2018                                                                                          | Love Yourself: Tear - Pubblicato: 18 maggio 2018              | 1                             | 6                             | 6                             | 2                             | 34                            | 3                             | 6                             | 5                             | 8                             | 1                             | - KOR: 3 251 853 - US: 212 953 - JPN: 209 598                                          | - KMCA: 3× Million - BPI: Oro - RIAJ: Oro - RMNZ: Oro                                                |
| 2020                                                                                          | Map of the Soul: 7 - Pubblicato: 21 febbraio 2020             | 1                             | 1                             | 1                             | 1                             | 3                             | 1                             | 1                             | 1                             | 1                             | 1                             | - KOR: 5 088 033 - US: 574 000 - JPN: 500 206 - FRA: 68 000 - UK: 32 000 - CAN: 31 000 | - KMCA: 5× Million - RIAA: Platino - RIAJ: Platino - RMNZ: Platino - BEA: Oro - BPI: Oro - FIMI: Oro |
| 2020                                                                                          | Map of the Soul: 7 - The Journey - Pubblicato: 15 luglio 2020 | —                             | 9                             | 23                            | 90                            | 33                            | 1                             | —                             | 7                             | 35                            | 14                            | - JPN: 701 038 - KOR: 184 881 - US: 26 000                                             | - RIAJ: Diamante - BPI: Oro                                                                          |
| 2020                                                                                          | Be - Pubblicato: 20 novembre 2020                             | 1                             | 2                             | 3                             | 1                             | 2                             | 1                             | 2                             | 1                             | 2                             | 1                             | - KOR: 3 794 402 - US: 177 000 - JPN: 582 132 - US: 177 000 - UK: 19 562 - FRA: 11 200 | - KMCA: 3× Million - RIAA: Platino - RIAJ: Platino - FIMI: Oro - RMNZ: Oro - BPI: Argento            |
| "—" indica che l'opera non si è classificata o che non è stata pubblicata in quel territorio. |                                                               |                               |                               |                               |                               |                               |                               |                               |                               |                               |                               |                                                                                        | |

## Album dal vivo
| Anno | Titolo                                                           | Posizione massima settimanale | Posizione massima settimanale | Vendite                      |
| Anno | Titolo                                                           | KOR                           | JPN                           | Vendite                      |
| ---- | ---------------------------------------------------------------- | ----------------------------- | ----------------------------- | ---------------------------- |
| 2025 | Permission to Dance On Stage - Live - Pubblicato: 18 luglio 2025 | 2                             | 6                             | - KOR: 453 488 - JPN: 16 111 |

## Raccolte
| Anno                                                                                          | Titolo                                                                       | Posizione massima settimanale | Posizione massima settimanale | Posizione massima settimanale | Posizione massima settimanale | Posizione massima settimanale | Posizione massima settimanale | Posizione massima settimanale | Posizione massima settimanale | Posizione massima settimanale | Posizione massima settimanale | Vendite                                       | Certificazioni selezionate                                                                    |
| Anno                                                                                          | Titolo                                                                       | KOR                           | AUS                           | BEL (FL)                      | CAN                           | GER                           | ITA                           | JPN                           | NZ                            | UK                            | US                            | Vendite                                       | Certificazioni selezionate                                                                    |
| --------------------------------------------------------------------------------------------- | ---------------------------------------------------------------------------- | ----------------------------- | ----------------------------- | ----------------------------- | ----------------------------- | ----------------------------- | ----------------------------- | ----------------------------- | ----------------------------- | ----------------------------- | ----------------------------- | --------------------------------------------- | --------------------------------------------------------------------------------------------- |
| 2014                                                                                          | 2 Cool 4 Skool/O!RUL8,2? - Pubblicato: 23 aprile 2014                        | —                             | —                             | —                             | —                             | —                             | —                             | 58                            | —                             | —                             | —                             |                                               |                                                                                               |
| 2016                                                                                          | The Most Beautiful Moment in Life: Young Forever - Pubblicato: 2 maggio 2016 | 1                             | —                             | 194                           | 99                            | —                             | —                             | 7                             | —                             | —                             | 107                           | - KOR: 1 138 819 - JPN: 14 403 - US: 6 000    | - BPI: Oro                                                                                    |
| 2017                                                                                          | The Best of BTS - Pubblicato: 6 gennaio 2017                                 | —                             | —                             | —                             | —                             | —                             | —                             | 5                             | —                             | —                             | —                             | - JPN: 27 230 (edizione giapponese)           | - RIAJ: Oro + Oro                                                                             |
| 2018                                                                                          | Love Yourself: Answer - Pubblicato: 24 agosto 2018                           | 1                             | 9                             | 5                             | 1                             | 23                            | 18                            | 1                             | 11                            | 14                            | 1                             | - KOR: 3 369 546 - JPN: 295 996               | - KMCA: 3× Million - RIAA: Platino - RMNZ: Platino - BPI: Oro - FIMI: Oro - RIAJ: Oro         |
| 2021                                                                                          | BTS, the Best - Pubblicato: 16 giugno 2021                                   | —                             | 31                            | 8                             | 45                            | 6                             | 43                            | 1                             | 30                            | 71                            | 19                            | - JPN: 1 024 030 - KOR: 1 188                 | - RIAJ: Million - BPI: Argento                                                                |
| 2022                                                                                          | Proof - Pubblicato: 10 giugno 2022                                           | 1                             | 1                             | 1                             | 1                             | 1                             | 2                             | 1                             | 1                             | 8                             | 1                             | - KOR: 3 538 247 - JPN: 622 395 - US: 422 000 | - KMCA: 3× Million - MC: 3× Platino - RIAJ: 2× Platino - RMNZ: Platino - BPI: Oro - FIMI: Oro |
| "—" indica che l'opera non si è classificata o che non è stata pubblicata in quel territorio. |                                                                              |                               |                               |                               |                               |                               |                               |                               |                               |                               |                               |                                               |                                                                                               |

## Extended play
| Anno                                                                                          | Titolo                                                                  | Posizione massima settimanale | Posizione massima settimanale | Posizione massima settimanale | Posizione massima settimanale | Posizione massima settimanale | Posizione massima settimanale | Posizione massima settimanale | Posizione massima settimanale | Posizione massima settimanale | Posizione massima settimanale | Vendite                                                                  | Certificazioni selezionate                                                               |
| Anno                                                                                          | Titolo                                                                  | KOR                           | AUS                           | BEL (FL)                      | CAN                           | GER                           | ITA                           | JPN                           | NZ                            | UK                            | US                            | Vendite                                                                  | Certificazioni selezionate                                                               |
| --------------------------------------------------------------------------------------------- | ----------------------------------------------------------------------- | ----------------------------- | ----------------------------- | ----------------------------- | ----------------------------- | ----------------------------- | ----------------------------- | ----------------------------- | ----------------------------- | ----------------------------- | ----------------------------- | ------------------------------------------------------------------------ | ---------------------------------------------------------------------------------------- |
| 2013                                                                                          | O!RUL8,2? - Pubblicato: 11 settembre 2013                               | 4                             | —                             | —                             | —                             | —                             | —                             | —                             | —                             | —                             | —                             | - KOR: 572 905                                                           |                                                                                          |
| 2014                                                                                          | Skool Luv Affair - Pubblicato: 12 febbraio 2014                         | 1                             | 23                            | 150                           | —                             | 35                            | —                             | 32                            | 33                            | —                             | 12                            | - KOR: 690 139                                                           |                                                                                          |
| 2015                                                                                          | The Most Beautiful Moment in Life, Pt. 1 - Pubblicato: 29 aprile 2015   | 1                             | —                             | 186                           | —                             | —                             | —                             | 17                            | —                             | —                             | —                             | - KOR: 797 549 - JPN: 13 091 - US: 2 000                                 |                                                                                          |
| 2015                                                                                          | The Most Beautiful Moment in Life, Pt. 2 - Pubblicato: 30 novembre 2015 | 1                             | —                             | —                             | —                             | —                             | —                             | 15                            | —                             | —                             | 171                           | - KOR: 1 015 659 - JPN: 14 051 - US: 5 000                               |                                                                                          |
| 2017                                                                                          | Love Yourself: Her - Pubblicato: 18 settembre 2017                      | 1                             | 8                             | 18                            | 3                             | 53                            | 56                            | 1                             | 9                             | 14                            | 7                             | - KOR: 3 053 946 (CD) + 100 000 (LP) - US: 18 000 - JPN: 88 664          | - BPI: Oro                                                                               |
| 2019                                                                                          | Map of the Soul: Persona - Pubblicato: 12 aprile 2019                   | 1                             | 1                             | 3                             | 1                             | 3                             | 5                             | 2                             | 1                             | 1                             | 1                             | - KOR: 4 666 656 - US: 415 000 - JPN: 357 948 - FRA: 44 000 - UK: 18 050 | - KMCA: 4× Million - BEA: Oro - BPI: Oro - FIMI: Oro - RIAA: Oro - RIAJ: Oro - RMNZ: Oro |
| "—" indica che l'opera non si è classificata o che non è stata pubblicata in quel territorio. |                                                                         |                               |                               |                               |                               |                               |                               |                               |                               |                               |                               |                                                                          |                                                                                          |

## Riedizioni
| Anno                                                                                          | Titolo                                                         | Posizione massima settimanale | Posizione massima settimanale | Posizione massima settimanale | Posizione massima settimanale | Vendite                      | Certificazioni |
| Anno                                                                                          | Titolo                                                         | KOR                           | CAN                           | JPN                           | US                            | Vendite                      | Certificazioni |
| --------------------------------------------------------------------------------------------- | -------------------------------------------------------------- | ----------------------------- | ----------------------------- | ----------------------------- | ----------------------------- | ---------------------------- | -------------- |
| 2014                                                                                          | Skool Luv Affair Special Addition - Pubblicato: 14 maggio 2014 | 1                             | —                             | 3                             | —                             | - KOR: 685 352 - JPN: 40 829 |                |
| 2017                                                                                          | You Never Walk Alone - Pubblicato: 13 febbraio 2017            | 1                             | 35                            | 7                             | 61                            | - KOR: 1 473 953             | - RMNZ: Oro    |
| "—" indica che l'opera non si è classificata o che non è stata pubblicata in quel territorio. |                                                                |                               |                               |                               |                               |                              |                |

## Singoli
| Anno                                                                                          | Titolo                                                                       | Posizione massima settimanale | Posizione massima settimanale | Posizione massima settimanale | Posizione massima settimanale | Posizione massima settimanale | Posizione massima settimanale | Posizione massima settimanale | Posizione massima settimanale | Posizione massima settimanale | Posizione massima settimanale | Vendite                                                                       | Certificazioni selezionate |
| Anno                                                                                          | Titolo                                                                       | KOR                           | AUS                           | CAN                           | FRA                           | GER                           | HUN                           | JPN                           | MYS                           | UK                            | US                            | Vendite                                                                       | Certificazioni selezionate |
| --------------------------------------------------------------------------------------------- | ---------------------------------------------------------------------------- | ----------------------------- | ----------------------------- | ----------------------------- | ----------------------------- | ----------------------------- | ----------------------------- | ----------------------------- | ----------------------------- | ----------------------------- | ----------------------------- | ----------------------------------------------------------------------------- | --- |
| 2013                                                                                          | 2 Cool 4 Skool                                                               | 5                             | —                             | —                             | —                             | —                             | —                             | —                             | —                             | —                             | —                             | - KOR: 546 232                                                                | |
| 2014                                                                                          | No More Dream (Japanese Ver.)                                                | —                             | —                             | —                             | —                             | —                             | —                             | 8                             | —                             | —                             | —                             | - JPN: 39 000                                                                 | |
| 2014                                                                                          | Boy in Luv (Japanese Ver.)                                                   | —                             | —                             | —                             | —                             | —                             | —                             | 4                             | —                             | —                             | —                             | - JPN: 49 000                                                                 | |
| 2014                                                                                          | Danger (Japanese Ver.)                                                       | —                             | —                             | —                             | —                             | —                             | —                             | 5                             | —                             | —                             | —                             | - JPN: 56 000                                                                 | |
| 2014                                                                                          | Danger (Mo-Blue-Mix) (feat. Thanh Bui)                                       | —                             | —                             | —                             | —                             | —                             | —                             | —                             | —                             | —                             | —                             |                                                                               | |
| 2015                                                                                          | For You                                                                      | —                             | —                             | —                             | —                             | —                             | —                             | 1                             | —                             | —                             | —                             | - JPN: 84 000                                                                 | - RIAJ: Oro |
| 2015                                                                                          | I Need U (Japanese Ver.)                                                     | —                             | —                             | —                             | —                             | —                             | —                             | 3                             | —                             | —                             | —                             | - JPN: 109 000                                                                | - RIAJ: Oro |
| 2016                                                                                          | Run (Japanese Ver.)                                                          | —                             | —                             | —                             | —                             | —                             | —                             | 2                             | —                             | —                             | —                             | - JPN: 136 000                                                                | - MC: Oro - RIAJ: Oro |
| 2017                                                                                          | Chi, ase, namida                                                             | —                             | —                             | —                             | —                             | —                             | —                             | 1                             | —                             | —                             | —                             | - JPN: 273 000                                                                | - RIAJ: Argento + Platino |
| 2017                                                                                          | Mic Drop (feat. Desiigner) – Steve Aoki Remix                                | 39                            | 50                            | 37                            | 33                            | 71                            | 7                             | N.D.                          | 5                             | 46                            | 28                            | - US: 186 000 - KOR: 80 550                                                   | - RIAA: Platino - ARIA: Oro - BPI: Argento |
| 2017                                                                                          | Mic Drop/DNA/Crystal Snow                                                    | —                             | —                             | —                             | —                             | —                             | —                             | 1                             | —                             | —                             | —                             | - JPN: 401 000                                                                | - RIAJ: 2× Platino |
| 2018                                                                                          | Fake Love (Rocking Vibe Mix)                                                 | 61                            | —                             | —                             | —                             | —                             | —                             | —                             | —                             | —                             | —                             |                                                                               | |
| 2018                                                                                          | Fake Love/Airplane Pt. 2                                                     | —                             | —                             | —                             | —                             | —                             | —                             | 1                             | —                             | —                             | —                             | - JPN: 481 000                                                                | - RIAJ: 2× Platino |
| 2019                                                                                          | Boy with Luv (feat. Halsey)                                                  | 1                             | 10                            | 7                             | 114                           | 47                            | 1                             | —                             | 1                             | 13                            | 8                             | - US: 81 000 - AUS: 2 825                                                     | - KMCA: 3× Platino + Platino - RIAJ: 2× Platino - ARIA: Platino - RIAA: Platino - BPI: Oro - MC: Oro - SNEP: Oro                                    |
| 2019                                                                                          | Dream Glow (con Charli XCX)                                                  | 75                            | 77                            | —                             | —                             | —                             | 3                             | —                             | 4                             | 61                            | —                             |                                                                               | |
| 2019                                                                                          | A Brand New Day (con Zara Larsson)                                           | 103                           | —                             | —                             | —                             | —                             | 7                             | —                             | 12                            | —                             | —                             |                                                                               | |
| 2019                                                                                          | All Night (con Juice Wrld)                                                   | 102                           | —                             | —                             | —                             | —                             | 13                            | —                             | —                             | —                             | —                             |                                                                               | |
| 2019                                                                                          | Lights/Boy with Luv                                                          | —                             | —                             | —                             | —                             | —                             | 18                            | 1                             | —                             | —                             | —                             | - JPN: 765 997 - KOR: 4 333                                                   | - RIAJ: Platino + Million |
| 2019                                                                                          | Make It Right (feat. Lauv)                                                   | 80                            | 53                            | 65                            | —                             | —                             | 11                            | —                             | 10                            | —                             | 76                            |                                                                               | - ARIA: Oro |
| 2020                                                                                          | Black Swan                                                                   | 7                             | 87                            | 63                            | 117                           | 77                            | 1                             | —                             | 1                             | 46                            | 57                            |                                                                               | - RIAA: Oro - RIAJ: Oro |
| 2020                                                                                          | On                                                                           | 1                             | 29                            | 18                            | 51                            | 36                            | 1                             | —                             | 1                             | 21                            | 4                             | - US: 86 000 - KOR: 34 484                                                    | - KMCA: Platino - RIAJ: Platino - ARIA: Oro - RIAA: Oro - BPI: Argento                                                                              |
| 2020                                                                                          | Stay Gold                                                                    | —                             | —                             | —                             | —                             | —                             | 3                             | 12                            | 3                             | —                             | —                             | - JPN: 24 651 - US: 10 000                                                    | - RIAJ: Oro + 2× Platino |
| 2020                                                                                          | Dynamite                                                                     | 1                             | 2                             | 2                             | 18                            | 8                             | 1                             | 2                             | 1                             | 3                             | 1                             | - USA: 1 568 000 - JPN: 250 737 - KOR: 95 943 (LP) + 50 058 (MC) - UK: 22 000 | - RIAJ: Diamante + 2× Platino - SNEP: Diamante - MC: 5× Platino - RIAA: 5× Platino - KMCA: 3× Platino - ARIA: 2× Platino - BPI: Platino - BVMI: Oro |
| 2020                                                                                          | Savage Love (Laxed – Siren Beat) [BTS Remix] (Jawsh 685, Jason Derulo e BTS) | 6                             | —                             | 1                             | —                             | —                             | —                             | —                             | —                             | —                             | 1                             |                                                                               | - KMCA: Platino |
| 2020                                                                                          | Life Goes On                                                                 | 3                             | 27                            | 8                             | 80                            | 37                            | 1                             | 10                            | 1                             | 10                            | 1                             | - US: 149 000                                                                 | - KMCA: Platino - RIAJ: Platino - RIAA: Oro |
| 2021                                                                                          | Film Out                                                                     | —                             | —                             | 79                            | —                             | —                             | 17                            | 2                             | 3                             | 73                            | 81                            | - JPN: 54 266                                                                 | - RIAJ: Platino |
| 2021                                                                                          | Butter                                                                       | 1                             | 6                             | 2                             | 7                             | 6                             | 2                             | 1                             | 1                             | 3                             | 1                             | - KOR: 3 197 001 - USA: 1 890 000 - JPN: 414 308 - UK: 10 000                 | - RIAJ: Diamante + Platino - KMCA: 3× Million + Platino - MC: 3× Platino - RIAA: 2× Platino - BPI: Oro - SNEP: Oro                                  |
| 2021                                                                                          | Permission to Dance                                                          | 2                             | 6                             | 10                            | 70                            | 23                            | 2                             | —                             | 1                             | 16                            | 1                             | - US: 404 000 - JPN: 115 068                                                  | - RIAJ: 3× Platino + Oro - KMCA: Platino - RIAA: Oro                                                                                                |
| 2021                                                                                          | My Universe (con i Coldplay)                                                 | 2                             | 7                             | 9                             | 33                            | 13                            | 1                             | 11                            | 1                             | 3                             | 1                             | - US: 287 000 - UK: 27 000 - JPN: 21 151 - KOR: 4 966                         | - SNEP: Diamante - MC: 2× Platino - ARIA: Platino - BPI: Platino - RIAA: Platino - BVMI: Oro - RIAJ: Oro                                            |
| 2022                                                                                          | Yet to Come (The Most Beautiful Moment)                                      | 4                             | 17                            | 16                            | 161                           | 63                            | —                             | 8                             | —                             | 27                            | 13                            | - JPN: 21 579                                                                 | - MC: Oro - RIAJ: Oro |
| 2022                                                                                          | Bad Decisions                                                                | 97                            | 31                            | —                             | —                             | 89                            | —                             | —                             | —                             | 53                            | 10                            | - JPN: 11 637 - KOR: 7 744                                                    | |
| 2023                                                                                          | The Planet                                                                   | 77                            | —                             | —                             | —                             | —                             | —                             | —                             | —                             | —                             | —                             | - KOR: 40 378 - JPN: 17 836                                                   | |
| 2023                                                                                          | Take Two                                                                     | 11                            | —                             | 49                            | —                             | —                             | —                             | 13                            | —                             | 59                            | 48                            |                                                                               | |
| "—" indica che l'opera non si è classificata o che non è stata pubblicata in quel territorio. |                                                                              |                               |                               |                               |                               |                               |                               |                               |                               |                               |                               |                                                                               | |

## Collaborazioni
| Titolo                                                                                        | Anno | Posizione massima settimanale | Posizione massima settimanale | Posizione massima settimanale | Posizione massima settimanale | Posizione massima settimanale | Posizione massima settimanale | Posizione massima settimanale | Vendite        | Album                       | Certificazioni selezionate |
| Titolo                                                                                        | Anno | KOR                           | AUS                           | CAN                           | GER                           | IRE                           | UK                            | US                            | Vendite        | Album                       | Certificazioni selezionate |
| --------------------------------------------------------------------------------------------- | ---- | ----------------------------- | ----------------------------- | ----------------------------- | ----------------------------- | ----------------------------- | ----------------------------- | ----------------------------- | -------------- | --------------------------- | -------------------------- |
| Ashes (Lim Jeong-hee feat. BTS)                                                               | 2010 | —                             | —                             | —                             | —                             | —                             | —                             | —                             | N.D.           | It Can't Be Real            |                            |
| Love U, Hate U (2AM feat. BTS)                                                                | 2010 | 86                            | —                             | —                             | —                             | —                             | —                             | —                             | N.D.           | Saint o'Clock               |                            |
| Bad Girl (Lee Hyun feat. BTS e Glam)                                                          | 2011 | —                             | —                             | —                             | —                             | —                             | —                             | —                             | N.D.           | You Are The Best Of My Life |                            |
| Because I'm a Foolish Woman (Kan Mi-youn feat. BTS)                                           | 2011 | —                             | —                             | —                             | —                             | —                             | —                             | —                             | N.D.           | Watch                       |                            |
| Song To Make You Smile (Lee Seung-gi feat. BTS e Hareem)                                      | 2011 | 36                            | —                             | —                             | —                             | —                             | —                             | —                             | - KOR: 329 031 | Tonight                     |                            |
| Waste It on Me (Steve Aoki feat. BTS)                                                         | 2018 | 80                            | 61                            | 64                            | 98                            | 63                            | 57                            | 89                            | - US: 27 000   | Neon Future III             | - MC: Platino - RIAA: Oro  |
| Who (Lauv feat. BTS)                                                                          | 2020 | 113                           | —                             | —                             | —                             | —                             | —                             | —                             |                | How I'm Feeling             |                            |
| "—" indica che l'opera non si è classificata o che non è stata pubblicata in quel territorio. |      |                               |                               |                               |                               |                               |                               |                               |                |                             |                            |

## Colonne sonore
| Anno | Titolo                                 | Posizione massima settimanale | Posizione massima settimanale | Posizione massima settimanale | Posizione massima settimanale | Posizione massima settimanale | Posizione massima settimanale | Posizione massima settimanale | Posizione massima settimanale | Posizione massima settimanale | Posizione massima settimanale | Vendite                                  | Certificazioni selezionate |
| Anno | Titolo                                 | KOR                           | AUS                           | CAN                           | DEN                           | FRA                           | GER                           | ITA                           | JPN                           | NLD                           | US                            | Vendite                                  | Certificazioni selezionate |
| ---- | -------------------------------------- | ----------------------------- | ----------------------------- | ----------------------------- | ----------------------------- | ----------------------------- | ----------------------------- | ----------------------------- | ----------------------------- | ----------------------------- | ----------------------------- | ---------------------------------------- | -------------------------- |
| 2019 | BTS World - Pubblicato: 28 giugno 2019 | 1                             | 55                            | 58                            | 37                            | 16                            | 7                             | 38                            | 4                             | 24                            | 26                            | - KOR: 553 364 - JPN: 57 665 - US: 3 000 | - KMCA: 2× Platino         |

## Altre apparizioni
| Titolo                                                                                        | Anno | Posizione massima settimanale | Vendite       |
| Titolo                                                                                        | Anno | KOR                           | Vendite       |
| --------------------------------------------------------------------------------------------- | ---- | ----------------------------- | ------------- |
| Come Back Home                                                                                | 2017 | 21                            | - KOR: 52 128 |
| With Seoul                                                                                    | 2017 | —                             | N.D.          |
| Ioniq: I'm On It                                                                              | 2020 | —                             | N.D.          |
| "—" indica che l'opera non si è classificata o che non è stata pubblicata in quel territorio. |      |                               |               |